# Calculatorul mărturisește
Calculatorul mărturisește este un film de comedie românesc din 1982 regizat de George Cornea. Rolurile principale sunt interpretate de actorii George Constantin, Mircea Diaconu și Sebastian Papaiani. A avut premiera în România în 1982 și în Germania de Est la 9 mai 1983 (premieră TV, fiind transmis sub titlul Der Rechner gesteht).

## Rezumat
Locotenentul de securitate Hogaș este chemat să investigheze un accident rutier. Victima, un medic pe nume Florin Iuga, stârnește suspiciuni, fiind bănuit de spionaj, iar în locuința lui se descoperă multe calculatoare de import. Pe lista suspecților se înscrie Ioana, iubita medicului, dar și sora ei, Nona. Situația se complică și devine și mai misterioasă în momentul când apare un detectiv misterios pe nume Vasile Vișan, care încurcă mult ancheta. Dar abilitatea locotenentului duce la aflarea adevăratului vinovat.

## Distribuție
- George Constantin — col. Tudor Câmpan, ofițer de securitate, conducătorul anchetei[1]
- Mircea Diaconu — Vasile Vișan, șofer pe o autocisternă pentru transportul laptelui
- Sebastian Papaiani — mr. Moncea, ofițer de securitate
- Dana Dogaru — Eugenia Frâncu, asistenta dr. Iuga
- Ioana Pavelescu — dr. Ioana Costin, medic stomatolog, iubita dr. Iuga
- Octavian Cotescu — Ștefan Spirescu, directorul întreprinderii Romex
- George Motoi — ing. Vlad Negher, un burlac de vârsta a doua îndrăgostit de Ioana Costin
- Tania Filip — Nona Costin, referentă la întreprinderea Romex, sora mai mică a Ioanei
- Dan Condurache — lt. Adrian Hogaș, ofițer de securitate (alias ing. Andrei Banu)
- Corina Constantinescu — Sofia Costin, mama surorilor Costin
- Erzsébet Ádám — Yvonne State Kálmán, o contabilă emigrată în străinătate, fosta soție a lui Joseph Strasser, pacienta dr. Iuga (menționată Elisabeta Adam)
- Dan Damian — cpt. Cristea, ofițer de securitate
- Andrei Bursaci — mr. Nistor, ofițerul de securitate de la Laboratorul Tehnic
- Alexandru Repan — dr. Florin Iuga, medic neurolog, victima accidentului rutier
- Diana Lupescu — soția șoferului Vișan
- Igor Bardu
- Costel Popa
- Ana Trofin
- Mircea Bodolan
- Alexandru Lazăr — inginer zootehnist, directorul fermei de lapte
- Ion Luchian Mihalea — lăptarul care joacă șah cu Vișan
- Emanuel Tînjală
- Ion Albu
- Adrian Ștefănescu
- Ștefan Martin
- Vasile Trică
- Marin Popa
- Luca Ioan Nelino
- Vasile Stoian

## Primire
Filmul a fost vizionat de 1.818.184 de spectatori în cinematografele din România, după cum atestă o situație a numărului de spectatori înregistrat de filmele românești de la data premierei și până la data de 31 decembrie 2014 alcătuită de Centrul Național al Cinematografiei.